# Ciassare
Ciassare (in greco antico: Κυαξάρης?; persiano antico 𐎢𐎺𐎧𐏁𐎫𐎼 Uvaxštra; avestico: Huxšaθra, lett. "Buon Regnante"; accadico: Umakištar; frigio: ksuwaksaros) (... – 585 a.C.), anche noto come Ciassare II, fu il terzo e più capace re della Media, secondo Erodoto, con una reputazione militare di gran lunga superiore a quella di suo padre Fraorte o di suo nonno Deioce (Ciassare I). Regnò dal 625 al 585 a.C. (alcuni sostengono dal 633 al 584 a.C.).
Fu il primo condottiero dei Medi a dividere le sue truppe in distinte "armi" di lancieri, arcieri e cavalieri. Unendo la maggior parte delle tribù dell'antico Iran e conquistando i territori limitrofi, Ciassare trasformò l'Impero dei Medi in una potenza regionale. Giocò un ruolo fondamentale nella caduta dell'Impero neo-assiro e, secondo Erodoto, respinse gli Sciti dalla Media.

## Biografia

### L'ascesa di Ciassare

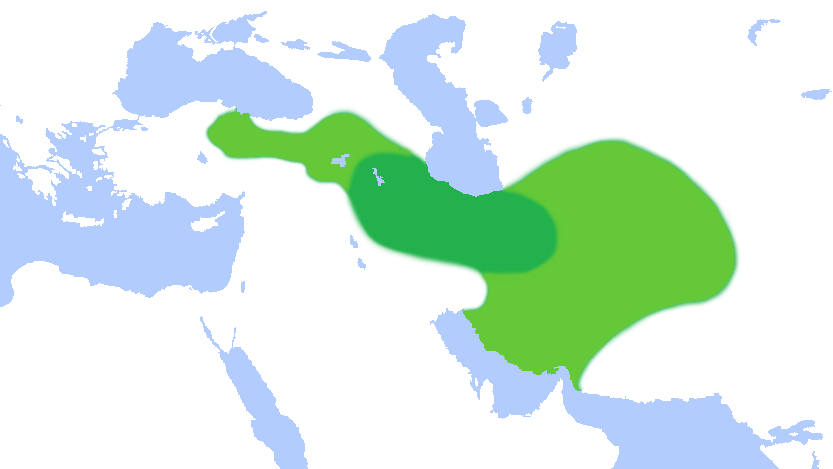
L'Impero dei Medi di Ciassare al momento della sua massima espansione.

Ciassare nacque nella capitale dei Medi, Ecbatana. Suo padre Fraorte fu ucciso in battaglia dagli Assiri di Assurbanipal. Dopo la morte di Fraorte, gli Sciti invasero la Media e la controllarono per un periodo di ventotto anni. Ciassare, in cerca di vendetta, uccise i leader sciti e si autoproclamò Re dei Medi. Dopo aver cacciato gli Sciti, preparò la guerra contro l'Assiria. 
Nell'ottobre o nel novembre del 615 a.C., profittando della rivolta babilonese di Nabopolassar contro gli Assiri di Sin-shar-ishkun, Ciassare penetrò in Assiria e conquistò la regione intorno alla città di Arrapha, appena debilitata dallo scontro assiro-babilonese. Nello stesso anno, Ciassare sconfisse Sin-shar-ishkun nella battaglia di Tarbisu (una città secondaria dell'Impero ma ubicata a soli 7 km dalla capitale assira, Ninive), poi (614 a.C.) conquistò e saccheggiò ferocemente Assur, capitale cerimoniale del nemico. Nabopolassar, attestato a Tikrit, si portò ad Assur ed ivi s'incontrò con Ciassare, alleandosi con lui e firmando un patto anti-assiro. Questa alleanza fu formalizzata attraverso il matrimonio della figlia di Ciassare, Amytis, con il figlio di Nabopolassar, Nabucodonosor II. Ciassare si alleò anche con gli Sciti seppur si fossero combattuti un decennio prima. Nel 612 a.C., Medi e Babilonesi unirono le loro forze per assediare Ninive e dopo un lungo e brutale assedio, la città fu presa dalle forze alleate (con i Medi che giocarono il ruolo principale nella caduta della città). I combattimenti tra Medi e Assiri sarebbero finalmente terminati nell'anno 609 a.C.

### Guerra contro la Lidia

Mappa dell'Impero lidio all'apice dell'espansione, sotto la sovranità di Creso, contemporaneo di Astiage, erede di Ciassare.

Dopo la vittoria in Assiria, i Medi conquistarono la Mesopotamia settentrionale, l'Armenia e le parti dell'Asia Minore a est del fiume Halys, in un quindicinale conflitto con l'Impero lidio retto prima da Sadiatte (regno 621-609 a.C.) e poi da Aliatte II (regno 609-560 a.C.). Lo scontro definitivo tra Ciassare e Aliatte II, impegnato anche a pacificare i territori della Frigia e del Gordiano, non ebbe però luogo poiché interrotta da un'eclissi il 28 maggio 585 a.C.
Questa fantomatica "battaglia dell'Eclissi", presso il fiume Kızılırmak (al tempo noto come Halys) venne così descritta da Erodoto:
(Erodoto Storie, 1.73-74)
Dopo il successivo scambio di matrimoni, i combattimenti cessarono tra i Medi e i Lidi ma Creso in seguito rifiutò di inviare aiuti ad Astiage nel suo scontro con Ciro il Grande, dimostrando così che mentre i matrimoni risultanti potevano aver impedito ulteriori combattimenti tra i Medi e i Lidi, i due regni non erano uniti in alcun tipo di alleanza.
Ciassare morì poco dopo la battaglia e gli successe il figlio, Astiage, nonno materno di Ciro il Grande tramite la figlia Mandane.

### Sepoltura

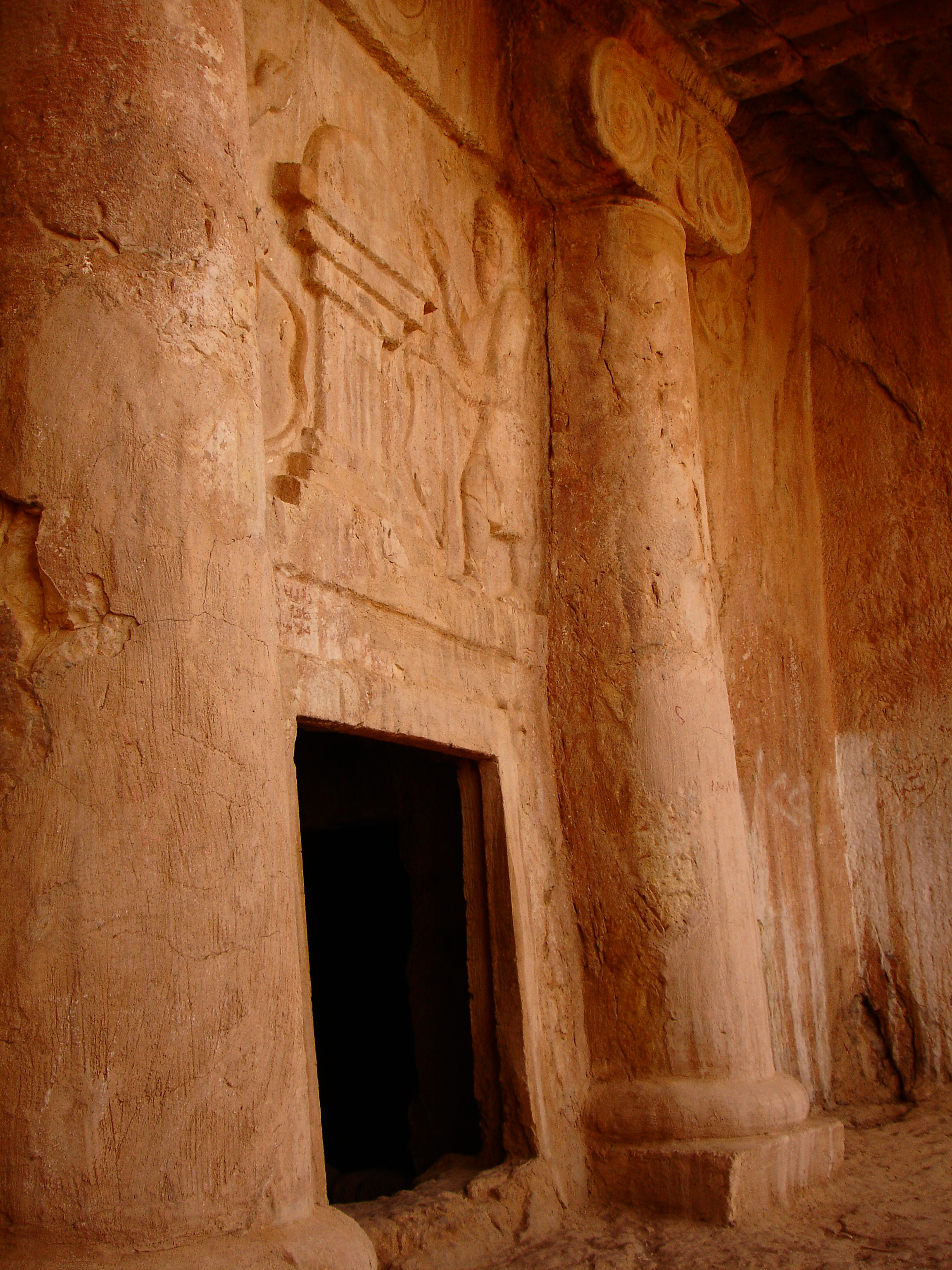
Qyzqapan, la tomba di Ciassare a Sulaymaniyah (Kurdistan iracheno)

Qyzqapan è una tomba situata nelle montagne del Kurdistan iracheno a Sulaymaniyya. Lo storico russo Igor Diakonov credeva che si trattasse probabilmente di una tomba reale e che se fosse reale fosse la tomba di Ciassare.

## Lascito
In resoconti successivi, i giardini pensili di Babilonia vengono riportati come il regalo di Nabucodonosor per sua moglie Amytis, figlia di Ciassare, per aiutarla a vincere la sua nostalgia del natio paese montuoso.
Dopo che Dario I di Persia s'impadronì dell'Iranshahr, scoppiarono ribellioni fomentate da presunti discendenti di Ciassare. Dopo averle pacificate, lo scià annotò il nome di due di questi ribelli nelle c.d. "Iscrizioni di Bisotun" : Un altro era Fraorte [Fravartiš], il Mede [Mâda]; mentì dicendo:" Io sono Khshathrita, della dinastia di Ciassare". Fece ribellare i Medi. Un altro era Tritantaechmes [Ciçataxma], il Sagartiano [Asagartiya]; mentì, dicendo: "Io sono re in Sagartia, della dinastia di Ciassare". Costrinse Sagartia a ribellarsi.

### Fonti
- Cronache babilonesi
- Erodoto, Storie.

### Studi
- (EN) Ahmed SS, Southern Mesopotamia in the time of Ashurbanipal, De Gruyter, 2018, ISBN 978-3-11-139617-0.
- (EN) Bassir H, The Egyptian expansion in the near east in the saite period (PDF), in Journal of Historical Archaeology & Anthropological Sciences, vol. 3, n. 2, 2018,  pp. 196-200.
- (EN) Beaulieu PA, The Fourth Year of Hostilities in the Land, in Baghdader Mitteilungen, vol. 28, 1997,  pp. 367-394.
- (EN) Bertman S, Handbook to Life in Ancient Mesopotamia, OUP USA, 2005, ISBN 978-0-19-518364-1.
- (EN) Boardman J, The Cambridge Ancient History: Volume 3, Part 2, The Assyrian and Babylonian Empires and Other States of the Near East, from the Eighth to the Sixth Centuries BC (PDF), Cambridge University Press, 2008, ISBN 978-1-139-05429-4.
- (EN) Bradford AS, With Arrow, Sword, and Spear: A History of Warfare in the Ancient World, Greenwood Publishing Group, 2001, ISBN 978-0-275-95259-4.
- (EN) Curtis A, Oxford Bible Atlas, Oxford University Press, 2009, ISBN 978-0-19-162332-5.
- (EN) Dandamayev M [e] Grantovskiĭ È, ASSYRIA i. The Kingdom of Assyria and its Relations with Iran, in Encyclopædia Iranica, 1987.
- (EN) Dandamayev M [e] Medvedskaya I, MEDIA, in Encyclopædia Iranica, 2006,  pp. 806-815.
- (EN) Diakonoff IM, CYAXARES, in Encyclopædia Iranica, 1993.
- (EN) Edwards IES, The Cambridge Ancient History, Cambridge University Press, 1970, ISBN 978-0-521-22804-6.
- (EN) Frahm E, A Companion to Assyria, John Wiley & Sons, 2017, ISBN 978-1-4443-3593-4.
- (EN) Healy M, The Ancient Assyrians[collegamento interrotto], Londra, Osprey Publishing, 1991, ISBN 1-85532-163-7, OCLC 26351868.
- (EN) Lipschits O, The Fall and Rise of Jerusalem: Judah Under Babylonian Rule, Eisenbrauns, 2005, ISBN 978-1-57506-095-8.
- Liverani M, Antico Oriente: storia, società, economia, Roma-Bari, Laterza, 2009, ISBN 978-88-420-9041-0.
- (EN) Na'aman N, Chronology and History in the Late Assyrian Empire (631—619 B.C.), in Zeitschrift für Assyriologie, vol. 81, 1991,  pp. 243-267.
- (EN) Potts DT, A Companion to the Archaeology of the Ancient Near East, John Wiley & Sons, 2012, ISBN 978-1-4443-6077-6.
- (EN) Radner K, Last Emperor or Crown Prince Forever? Aššur-uballiṭ II of Assyria according to Archival Sources, in State Archives of Assyria Studies, vol. 28, 2019,  pp. 135-142.
- (EN) Reade JE, Assyrian eponyms, kings and pretenders, 648-605 BC, in Orientalia (NOVA Series), vol. 67, n. 2, 1998,  pp. 255-265, JSTOR 43076393.
- (EN) Roux G, Ancient Iraq, Londra, Penguin book, 1992, ISBN 978-0-14-012523-8.
- (EN) Rowton MB, Jeremiah and the Death of Josiah, in Journal of Near Eastern Studies, vol. 2, n. 10, 1951,  pp. 128-130, DOI:10.1086/371028.
- (EN) Yildirim K, Diplomacy in Neo-Assyrian Empire (1180-609) Diplomats in the Service of Sargon II and Tiglath-Pileser III, Kings of Assyria, in International Academic Journal of Development Research, vol. 5, n. 1, 2017,  pp. 128-130.